# De Vlijt (uitgeverij)
De Uitgeverij De Vlijt in Antwerpen was vanaf de oprichting in 1892 uitgever van de Gazet van Antwerpen. In 1986 fuseerde de groep met uitgeverij Concentra, uitgever van Het Belang van Limburg.

Daarnaast was de uitgeverij erg actief in het uitgeven van strips.
Vanaf 1 januari 2014 werd De Vlijt omgedoopt tot Mediahuis.